# Consenso

O consenso se estabelece quando duas ou mais partes chegam a um ponto comum de decisão durante uma negociação

Consenso é um conceito que descreve um tipo de acordo produzido por consentimento entre todos os membros de um grupo ou entre vários grupos. A "falta de consenso" é o dissenso.
O consenso se diferencia de uma maioria, pois neste caso, há também uma minoria que discorda, enquanto no consenso, por definição, não há discordâncias.
Uma decisão por consenso, não obstante, não implica um consentimento ativo de cada um, mas apenas uma aceitação no sentido de não-negação. Este tipo de modalidade de decisão encontrou seu fundamento na democracia grega.

## Consenso social
Há também interpretações do termo para se referir a um consenso como formando sociedades (em oposição a conflitualistas que encontram na Hobbes a explicação mais geral de suas interpretações da existência da sociedade), falando da natureza humana tendendo a uma maior ou menor grau conjuntos iguais de crenças, com diferentes argumentos e elementos teóricos em cada caso.
Alguns autores relevantes relacionados a uma visão consensual da sociedade são Émile Durkheim e Talcott Parsons.

Ao contrário do consenso, uma decisão por votação tende a reforçar a opinião de uma única parte

Walter Lippman cunhou o termo  manufacture of consent (1922), subsequentemente traduzido como consenso fabricado no título livro Noam Chomsky e Edward S. Herman.

## Consenso científico
O consenso dentro da comunidade científica é definido a partir de método científico. O método científico exige implicitamente a existência da comunidade científica, onde os processos de revisão por pares e reprodutibilidade são realizadas. É a comunidade científica que reconhece e apoia o consenso científico atual dentro de um campo "o paradigma científico reinante", que permanecerá em vigor e vai resistir à mudança até que uma evidência substancial e repetiu presente real que tem o suficiente para processar e demonstrar uma mudança de paradigma ou nova abordagem ou argumento complementar (de acordo com a teoria da mudança científica realizada por Thomas Kuhn).

## Consenso político

### "Consenso" na transição espanhola
No século XX, durante a Transição Espanhola, a expressão consenso chegou a tornar-se um lugar-comum ou slogan sistema político espanhol, aplicados insistentemente pactos que levaram à elaboração da Constituição de 1978.
O consenso leva em conta preocupações de todos e visa a resolvê-los/aclará-los antes que a decisão seja tomada. O mais importante, neste processo é incentivar um ambiente em que todos são respeitados e todas as contribuições são avaliadas. O consenso formal é um processo de decisão mais democrático. Grupos que desejam envolver sempre mais voluntários na participação têm a necessidade de utilizar um processo inclusivo. Para atrair e envolver cada vez mais pessoas é importante que o processo incentive a participação, permita o acesso igual ao poder, desenvolva a cooperação e crie um sentido da responsabilidade individual para as ações do grupo. O objetivo do consenso não é a seleção de diversas opções, mas o desenvolvimento de uma decisão que seja a melhor para o grupo como um todo. É em síntese evolução, não competição nem atrito.— 